# Anthelephila kumbaensis
Anthelephila kumbaensis is een keversoort uit de familie snoerhalskevers (Anthicidae). De wetenschappelijke naam van de soort is voor het eerst geldig gepubliceerd in 1978 door van Hille.